# Tanjil River
Der Tanjil River ist ein Fluss in Gippsland im australischen Bundesstaat Victoria.

## Verlauf
Er entspringt etwa acht Kilometer nordöstlich der Kleinstadt Hill End in einer Höhe von 202 m am Zusammenfluss von Tanjil River East Branch und Tanjil River West Branch. Der östliche Quellfluss ist 28,3 km lang und entspringt westlich des Mount Baw Baw auf einer Höhe von 1520 m. Der westliche Quellfluss entspringt südlich der Kleinstadt Tanjil Bren auf einer Höhe von 677 m und erreicht die Quelle des Tanjil River nach 28,2 km.
Der Tanjil River fließt nach Süden und durchquert unterhalb des Mount Tanjil den auf 153 m liegenden Blue Rock Lake, einen Stausee, der als zusätzliches Wasserreservoir für die Kraftwerke des Latrobe Valley dient. Der Fluss mündet nach 34,3 km nördlich von Moe auf einer Höhe von 53 m in den Lake Narracan, der vom Latrobe River durchflossen wird.
Auf seinem Weg nimmt er die beiden von Osten kommenden Bäche Russell Creek und Boggy Creek auf.